# 野人2：邪灵
野人2：邪灵（Savage 2: A Tortured Soul）是一个奇幻背景混合类型电子游戏，它既是第一人称射击游戏，也是即时战略游戏，还可以是动作角色扮演游戏。2008年初相继发布了Windows版本和Linux版本（并且分别支持32位/64位构架），年中发布Mac OS X版本。同年12月9日释放为免费游戏，玩家通过购买一个进阶帐号获得不限使用地狱级单位的能力，额外的装备栏和查看更多相关信息的特权。而之前必须购买帐号才可以游戏。类似上一作Savage: The Battle for Newerth的背景，人类发展过度导致文明倒退，这时兽人出现挑战。于是人类（Legion of Man）和兽人（Beast Horde）之间展开了战争。

## 游戏玩法
不同于上一作Savage: The Battle for Newerth，本作角色武器不可更替。取消了红宝石矿，单一的采金，而且玩家单位无法参与。而且远距离武器作用大大降低。指挥官能有限提升战场单位的能力30%。
游戏模式类似魔兽争霸的著名MOD，DOTA，双方玩家使用技巧对抗，不过更多第三人称动作格斗和第一人称射击特性。
最多支持128人同时在线，并非常见的MMORPG游戏。开发者认为过多玩家让战略性难以伸展。控制在128人以内的即时战略和第一人称射击能保证作战的计划协调和指挥准确。唯一的资源是黄金。这个游戏中进入游戏后等级为1，游戏过程中团队整体获取经验值，最多到达15级，每级手动分配提升能力点数。
满足一定条件之后，玩家可以使用地狱级角色。

## 游戏开发
2009年初，游戏开发者称，此游戏目前因为技术问题无法提供utf-8支持，故不能翻译成为俄文和中文等语言，不过大多欧洲语言已经被忠实玩家自行创作使用。
类似于魔兽争霸3，这个游戏不断推出升级作小的调整以保证平衡性。
从版本2.0开始，游戏完整支持即时语音(VoIP)，让玩家实时交流。
MOD方面，玩家创建了很多模式，例如夺旗模式和足球模式。

## 其他
- Savage: The Battle for Newerth
- S2 Games